# Người Talysh

Các phương ngữ Talysh

Người Talysh, người Talishi, người Taleshi hay người Talyshi) là một dân tộc bản địa trong nhóm dân tộc Iran có vùng cư trú truyền thống là khu vực chia sẻ giữa Azerbaijan và Iran, kéo dài qua Nam Kavkaz và bờ tây nam Biển Caspi.
Dân số người Talysh có các số liệu khác nhau. Các ước tính tổng quát cho ra cỡ 900 ngàn người, cư trú chủ yếu ở Iran và Azerbaijan. Theo Joshua Project năm 2019 người Talysh có tổng dân số 233 ngàn người, cư trú tại 4 nước là Iran, Azerbaijan, Nga và Kazakhstan.
Người Talysh nói tiếng Talysh, một ngôn ngữ trong Ngữ chi Iran nhánh tây bắc. Nó được nói ở các vùng phía bắc của các tỉnh Gilan và Ardabil của Iran và các vùng phía nam của Cộng hòa Azerbaijan.
Bắc Talysh, hiện là một phần thuộc Cộng hòa Azerbaijan, trong lịch sử được biết đến với tên gọi Talish-i Gushtasbi. Ở Iran thì có quận Talesh ở tỉnh Gilan.